# Salvador Allende Castro
Salvador Allende Castro (Valparaíso, 22 novembre 1871 – 1932) è stato un avvocato e politico cileno, padre del futuro presidente Salvador Allende Gossens.

## Biografia
Figlio di Ramón Allende Padin ed Eugenia Castro del Fierro, ha studiato giurisprudenza presso l'Università di Santiago e si è laureato in giurisprudenza nel 1897.
Ha ricoperto numerosi incarichi nella pubblica amministrazione, lavorò per il Ministero della pubblica istruzione ed il Ministero della guerra.
Nel 1891, è stato deputato del Partito Radicale del Cile all'opposizione, contro il presidente José Manuel Balmaceda. Allende Castro ha svolto il servizio militare con il grado di tenente di artiglieria dell'esercito congressista nella guerra civile quell'anno. Partecipò alla battaglia di Concón, come assistente capo del distretto del personale del comandante Don Evaristo Gatica.
Finita la guerra lavorò come segretario della gestione contabile delle Ferrovie dello Stato. Più tardi si trasferì a Tacna, come procuratore della corte d'appello e segretario dell'amministrazione, posizione che ha ricoperto per otto anni. Ha ricoperto la carica di avvocato difensore del consiglio fiscale Valdivia, ed è stato promosso relatore della corte d'appello di Valparaiso.
Come suo  figlio, fu membro della loggia massonica di Valparaiso, fondata da suo padre.

### Vita privata
Si sposò con Laura Gossens Uribe ed ebbe quattro figli: Alfredo, María Inés, Salvador e Laura.